# Кобра (филм)
„Кобра“ (на английски: Cobra) е американски игрален филм (екшън) от 1986 г. на режисьора Джордж Косматос, по сценарий на Силвестър Сталоун, който и играе в главната роля. Във филма участват още Бриджит Нилсен, Рени Сантони, Андрю Робинсън, Брайън Томпсън и др. Базиран е на романа „Честна игра“ (Fair Game) на Паула Гослинг от 1978 г., който по-късно е Честна игра под оригиналното заглавие през 1995 г. Въпреки това сценарият на Сталоун първоначално е замислен от идеи, които е имал по време на предпроизводството на „Ченгето от Бевърли Хилс“, чийто сценарий той силно ревизира. Той е искал „Ченгето от Бевърли Хилс“ да бъде по-малко комедия и ориентиран към екшън филм, който студиото отхвърля като твърде скъпо. Когато той напуска този проект, Еди Мърфи е представен за водещата роля. Филмът излиза на екран 23 май 1986 г.

## Сюжет
Внимание:  Текстът по-долу разкрива сюжета на произведението (или части от него)!
Лос Анджелис е тероризиран от бандата на „Новия свят“ – банда закоравели престъпници и служители на култа към насилието. Бандитите грабят, изнасилват, осакатяват и брутално убиват цивилни, а член с прякора „Нощния Слашър“ води злодеите. Един от членовете на бандата напада градския супермаркет и убива тийнейджър. След като не успява да преговаря, детектив Мон вика на помощ лейтенант Марион „Кобра“ Кобрети. Разговорът с „Кобра“ е кратък – той бързо и без никаква жалост убива бандита. Когато един от репортерите изразява недоволство от методите на Кобрети, „Кобра“ в отговор довежда репортера до трупа на нещастния тийнейджър и казва: „Кажете това на семейството му!“.
Нощната банда продължава да върши мръсни дела. По време на едно от убийствата модела Ингрид Кнудсен става неволен свидетел. Осъзнавайки, че тя може да каже на полицията как изглеждат бандитите, „Нощния Слашър“ и неговите привърженици започват да търсят момичето. Няколко пъти се опитват да убият Ингрид, но всеки път тя успява да избяга. За да защити единствения свидетел, полицейското ръководство решава временно да евакуира Кнудсен от града и да я скрие на тихо място. Тази операция е поверена на Кобрети, неговия партньор Тони Гонзалес и жена полицейски сержант Нанси Сталк.
Полицията отвежда Ингрид в мотел и между „Кобра“ и Ингрид пламват романтични чувства. Събуждането им обаче се оказва ужасяващо: хотелът е нападнат от цялата банда от „Новия свят“. Оказва се, че Нанси Сталк помага на тази банда и е съобщила на престъпниците местоположението на Ингрид. Кобрети и Кнудсен се опитват да избягат от бандата с кола, докато „Кобра“ хладнокръвно застрелва един по един членовете на бандата, които ги преследват на мотоциклети. След като стигат до завода за стомана, Кобрети скрива Кнудсен и влиза в нова престрелка с оцелелите бандити и убива всички, с изключение на водача и предателката Нанси. „Нощния Слашър“, изваждайки нож, нагло заявява, че според закона Кобрети няма право да го застреля, а „Кобра“ в отговор казва: „Тук няма закон. Тук съм само аз.“ Кобрети стреля по лидера, но ранената Нанси застава на пътя на куршума, като умира, но спасява Слашър. „Кобра“ влиза в ръкопашен бой с лидера на бандитите, набива го на кука, а „Слашър“-ът, висящ на куката, с диви писъци отива право в пещта на завода, където изгаря жив.
По-късно полицията пристига в завода. Детектив Монт се опитва да се помири с Кобрети, но той само го удря в лицето и, седнал на мотоциклет, тръгва с Ингрид.

## Актьорски състав
| Актьор            | Роля                                                 |
| ----------------- | ---------------------------------------------------- |
| Силвестър Сталоун | Лейтенант Марион „Кобра“ Кобрети                     |
| Бриджит Нилсен    | Ингрид Кнудсен – фотомодел                           |
| Рени Сантони      | Сержант Тони Гонзалес                                |
| Андрю Робинсън    | Детектив Монте                                       |
| Брайън Томпсън    | „Нощния Слашър“ – глава на секта от бандити и убийци |
| Джон Херцфелд     | Чо                                                   |
| Лий Гарлингтън    | Нанси Сталк                                          |
| Арт Лафльор       | Капитан Сиърс                                        |
| Марко Родригес    | Убиец от супермаркет                                 |
| Рос Сейнт Филип   | Охранител                                            |
| Вал Ейвъри        | Шеф Халиуел                                          |
| Дейвид Раше       | Дан                                                  |
| Ник Анготи        | Продски                                              |

## Снимачен процес
- Филмът започва с пролог, в който гласът на Силвестър Сталоун разказва мрачната статистика на престъпността в Съединените щати: кражба с взлом се случва на всеки 11 секунди, въоръжен грабеж се случва на всеки 65 секунди, насилствено престъпление се случва на всеки 25 секунди, а убийство се случва на всеки 24 минути, има 250 изнасилвания на ден.
- Картечният пистолет, който Кобрети използва във филма, е финландски Jatimatic.
- Първоначално филмът има твърде много сцени на жестокост и насилие, така че му е даден рейтинг „Х“, което би означавало сериозни ограничения в боксофиса и дори комерсиален провал. Warner Bros. настоява режисьорът да монтира филма и когато най-насилствените сцени са премахнати (и филмът е съкратен с около 40 минути), филмът получава рейтинг „R“ и е пуснат.
- Автомобилът на главния герой е трето поколение Mercury Eight Monterey (1949 – 1951), направен в стила на Lead Sled. В снимките участват 4 коли: две от 1949 г. и две от 1950 г. След снимките една от колите от 50-та година Сталоун взема за себе си, а през 1994 г. тази кола е открадната директно от гаража му. Петнадесет години по-късно Сталоун научава, че Mercury е бил продаден на търг на компания, която предоставя автомобили за заснемане, и завежда дело срещу похитителя, който се оказва колекционер на антики, като иска откуп от 3 милиона долара. Не е известно дали Сталоун е получил парите, но колата му е върната.
- Филмът е номиниран за шест награди „Златна малинка“: „Най-лош филм“, „Най-лош актьор“ (Силвестър Сталоун), „Най-лоша актриса“ (Бриджит Нилсен), „Най-лош актьор в поддържаща роля“ и „Най-лоша нова звезда“ (двете награди – Брайън Томпсън) и „Най-лош сценарий“.
- Актьорът Брайън Томпсън се явява на прослушване седем пъти за ролята на главния злодей, преди най-накрая да бъде приет. В оригиналния сценарий името на злодея не е „Нощния Слашър“, а „Абадон“, по името на „ангелът на бездната“ в Библията.
- На поддържащи актьори и статисти не е било позволено да говорят със Сталоун на снимачната площадка.
- В някакъв момент по време на снимките Сталоун се оплаква на оператора Рик Уейт, че изостават от графика и че Уейт трябва да накара екипа си да работи по-бързо. В отговор Уейт казва на Сталоун, че закъсненията се дължат на постоянните му глупости и флиртове с Бриджит Нилсен (те са женени по това време) и показването на бодигардовете му. Сталоун е шокиран, че някой се осмелява да говори с него така, но за известно време се поправя и започна да се държи по-професионално, въпреки че след няколко седмици се връща към предишното си егоцентрично поведение. По-късно Уейт каза в интервю, че въпреки огромната си самонадеяност Сталоун има страхотно чувство за хумор.
- Актьорът Брайън Томпсън многократно се обръща към Сталоун за съвет как да играе „Нощния Слашър“, но Сталоун не помога по никакъв начин на колегата си и само го посъветва, че човек трябва да играе „просто злодей“.
- Ножът, използван от „Нощния Слашър“, е изработен по поръчка от известния дизайнер на ножове Херман Шнайдер за Силвестър Сталоун.
- Президентът на САЩ Роналд Рейгън гледа този филм в резиденцията си в Кемп Дейвид на 6 юни 1986 г.
- В Rotten Tomatoes филмът има много нисък рейтинг на одобрение от само 18%.
- Първоначално филмът трябва да бъде заснет в Сиатъл и кулминационната сцена на преследване с мотоциклети трябва да се проведе на ферибот между островите. Въпреки факта че всичко е готово за снимане на последната сцена през нощта, Сталоун пожелава да промени края, защото през нощта е безмилостно ухапан от комари и това попречва на снимките.
- В сцената на финалната битка между Кобрети и „Нощния Слашър“, главният злодей прави дълъг монолог. По време на снимките Брайън Томпсън произнеся този монолог пред един от служителите на сценарния екип, а не пред Сталоун, който по това време е „много зает“ да гледа баскетболен мач по телевизията.
- Въз основа на филма през 1986 г., Ocean Software пуска видеоиграта „Cobra“ за ZX Spectrum, Commodore 64 и Amstrad CPC.
- През 1987 г. Cannon Films, заедно с Warner Bros. се опитва да направи продължение на филма, но проектът не е реализиран. През май 2019 г. на филмовия фестивал в Кан, Сталоун разкрива, че се разработва римейк като телевизионен сериал. През септември същата година Сталоун потвърди, че проектът се движи напред, като Робърт Родригес е сценарист и режисьор.